# Paul Roda
Paul Roda, pseudoniem van Nicolaas Holwerda (Amsterdam, 21 april 1918 – Hengelo, 16 december 1979), was een Nederlands liedjesschrijver.
Paul Roda schreef teksten (en meestal ook de muziek) voor artiesten als Annie de Reuver ("Kijk eens in de poppetjes van mijn ogen"), de Ramblers ("De Ramblers gaan naar Artis"), Eddy Christiani, de Skymasters, Tante Leen en Max van Praag ("Je moet niet huilen").
Tevens was hij werkzaam in de reclame, waar hij van Caballero in de jaren zestig hét merk sigaretten maakte. In 2009 kwam zijn liedje "Ay ay ay die Caballero" (waarbij de tekst en de campagne van zijn hand waren) op de tweede plaats van Beste Reclameliedje ooit.